# Anthidium moganshanense
Anthidium moganshanense är en biart som beskrevs av Wu 2004. Anthidium moganshanense ingår i släktet ullbin, och familjen buksamlarbin. Inga underarter finns listade i Catalogue of Life.